# Деніз Чакир
Деніз Чакир (тур. Deniz Çakır; нар. 31 грудня 1981, Анкара) — турецька театральна і кіноактриса, модель.

## Біографія
Деніз Чакир народилася 31 грудня 1981 року в Анкарі. Навчалася в державній консерваторії університету Хаджеттепе в Анкарі на театральному відділенні. Після навчання працювала в театрі, кіно і рекламі.
Екранний дебют Чакир відбувся в телесеріалі «Бажання жінки», де також грав її викладач сценічної майстерності, відомий актор Джихан Унал. Пізніше вона знімалася в ключовій ролі Ферхунди в серіалі «Листопад», що йшов на турецькому телебаченні кілька сезонів і приніс їй популярність. У 2010 році ця роль принесла їй премію турецького телебачення імені Ісмаїла Джему в номінації «Краща актриса другого плану в драматичному серіалі». Найбільш відома роллю Шах Султан, сестрою султана Сулеймана I (султан Сулейман Прекрасний) в однойменному серіалі, по ролі Шах Султан в серіалі «Величне століття». У цій ролі Чакир отримала можливість не відмовитися від звичного глядачам амплуа підступної інтриганки. Також одна з відомих її ролей - Мер'єм Чакирбейлі (2015-2018) у серіалі "Eşkiya Dünyaya Hükümdar Olmaz" (2015-2021). Нагадую, що кінець 3 сезону закінчився таким чином: Омер (Джан Барту Аслан) полетів до Лондону з метою навчання, а Мер'єм, щоб наглядати за сином і племінницею, при цьому продовжуючи лікування свого здоров'я. Перед початком зйомок 4 сезону у 2018 році, їй зателефонували з компанії, яка продюсує серіал «Мафія не може правити світом» та поінформували, що її персонаж Мер'єм Чакирбейлі буде виведений з серіалу.
Чакир також відома своїми театральними роботами, зокрема роллю у виставі «Любовна лірика» за мотивами творів Шекспіра.
Протягом декількох років Деніз Чакир була фотомоделлю у співпраці з фотографом Сердаром Гюзелем, кульмінацією якої стала їхня спільна фотовиставка. У 2009 році вона була запрошена в програму Окана Баюлгена «Пересічний громадянин». На думку журналу Forbes Деніз Чакир — одна з найкрасивіших жінок Туреччини. Також в число найбільш сексапільних жінок країни її включав найпопулярніший чоловічий журнал Туреччини Boxer, вона входила до числа 20 найкращих телевізійних актрис Туреччини і носила титул «кращого поганого дівчиська» Туреччини згідно з Інтернет-опитуванням..
Роман Чакир з актором Ібрагімом Челикколом тривав три роки. Вони розлучилися в середині 2013 року, коли були оприлюднені кадри Челиккола, який цілувався з якоюсь брюнеткою. З 2015 року Деніз зустрічається з актором Октаєм Кайнарджа.
Відомо, що у лютому 2022 року вона почала зустрічатися з Більґеханом Байкалом.

## Театральні постановки
- Cam (Скло) (номінація на премію Садри Алишика)
- Aşk Sözleri (номінація на театральну премію Афифе)
- Uyarca

## Фільмографія
| Рік         |   | Українська назва             | Оригінальна назва             | Роль                         |
| ----------- | - | ---------------------------- | ----------------------------- | ---------------------------- |
| 2004        | с | Бажання жінки                | Kadın İsterse                 | Алєв                         |
| 2005        | с | Між двома улюбленими         | İki Arada Aşk                 | Гізем                        |
| 2006 — 2009 | с | Листопад                     | Yaprak Dökümü                 | Ферхунде                     |
| 2006        | с | От і мій                     | Evet Benim / İşte Benim       | Фунда                        |
| 2006        | с | Європейська частина          | Avrupa Yakası                 | запрошений гість             |
| 2009        | ф | Як справи?                   | Kako Si?                      | Лідія                        |
| 2009        | ф | Картина 40                   | 40                            | Севда                        |
| 2010        | ф | Залізна людина 2             | Iron Man 2                    | Пеппер (озвучування)         |
| 2011        | ф | А що потім?                  | Ya Sonra                      | Дідем                        |
| 2011        | с | Іффет                        | İffet                         | Іффет Килич Еміроглу Оздемір |
| 2012 — 2013 | с | Величне століття             | Muhteşem Yüzyıl               | Шах Султан                   |
| 2014        | ф | А що потім 2?                | Sonra 2                       | Дідем                        |
| 2014        | с | Заборона                     | Yasak                         | Джалібе                      |
| 2015 —2018  | с | Мафія не може правити світом | Eşkıya Dünyaya Hükümdar Olmaz | Мер'єм                       |
|             | ф |                              |                               |                              |
| 2019        | с | Нажива                       | Vurgun                        | Рейхан                       |
| 2021        | с | Невинність                   | Masumiyet                     | Bahar Yüksel                 |